# Лаборатория прикладной физики
Лаборато́рия прикладно́й фи́зики (сокр. ЛПФ, англ. Applied Physics Laboratory, APL) — лаборатория в округе Хауард близ города Лорел в штате Мэриленд, на территории университета Джонса Хопкинса размером 360 акров. Лаборатория специализируется на исследованиях в интересах Министерства обороны США, НАСА и других структур федерального правительства США, а также иностранные правительственные заказы. Она была основана де-факто в 1940 году (де-юре в 1942 году) для разработки методов повышения эффективности ПВО союзников во время Второй мировой войны.

## История
Лаборатория была основана вскоре после начала Второй мировой войны для разработки дистанционного взрывателя для осколочно-фугасных снарядов зенитной артиллерии. За два года существования, с 1940 по конец 1942 года сотрудники преуспели в создании ДВ, и тематика создания взрывателей и детонационных механизмов для различных категорий боеприпасов стала основным направлением научно-исследовательской работы лаборатории на долгое время (к артиллерийским снарядам вскоре добавились авиабомбы, торпедное и ракетное вооружение). К концу 1950-х годов штат лаборатории составлял 1300 сотрудников, из которых 525 инженерно-технические и научные работники.

### Директора лаборатории
Директорами лаборатории были:
- 1942—1946 — Мерл Тув[англ.]
- 1946—1947 — Лоренс Хафстад[англ.]

- 1948—1969 — Ральф Э. Гибсон (Ralph E. Gibson)
- 1969—1980 — Александр Косяков (Alexander I. Kossiakoff)
- 1980—1992 — Карл О. Бостром (Carl O. Bostrom)
- 1992—1999 — Гэри Смит (Gary Smith)
- апрель-декабрь 1999 — Юджин Дж. Хинман (Eugene J. Hinman)
- 2000—2010 — Ричард Т. Рока (Richard T. Roca)
- С 2010 — Ральф Д. Земмель (Ralph D. Semmel)

## Современность
Ныне лаборатория является полу-самостоятельным субъектом хозяйственной деятельности (полная самостоятельность от университета в административных и исследовательских вопросах, частичная самостоятельность в финансовых вопросах) и одним из крупнейших подрядчиков ВПК США по части НИОКР военной тематики, а также одним из крупнейших работодателей в окру́ге.
На данный момент в лаборатории трудятся более 3800 человек, и выполняется более 100 научных программ. Годовой бюджет APL более 600 миллионов долларов.

## Известные сотрудники
- Реймонд Миндлин — участник создания неконтактного взрывателя — одного из крупнейших научных достижений в военной области.
- Мерл Тув[англ.] — изобретатель радиовзрывателя.